# Lillavan, Dalarna
Lillavan är en sjö i Falu kommun i Dalarna och ingår i Gavleåns huvudavrinningsområde.